# Mínim solar

Tres cicles solars recents

El mínim solar és el període de menys activitat solar en el cicle solar del Sol. Durant aquest període, l'activitat de taques solars i erupcions solars disminueix, i sovint no es donen durant dies.
El mínim solar contrasta amb el màxim solar, en el que es poden donar centenars de taques solars.